# Quetigny
Quetigny is een gemeente in het Franse departement Côte-d'Or (regio Bourgogne-Franche-Comté). De gemeente telde 8.897 inwoners op 1 januari 2022. De plaats maakt deel uit van het arrondissement Dijon.

## Geschiedenis
De bevolking van de gemeente is sterk gegroeid vanaf de jaren 1960. Op dertig jaar groeide de bevolking van een goede 300 naar meer dan 9.000. Onder leiding van burgemeester Roger Rémond werd gekozen voor een strak geplande verstedelijking met hoogbouw in het centrum en het aantrekken van bedrijven. Eind jaren 1960 werd er ook een landbouwschool geopend.

## Geografie
De oppervlakte van Quetigny bedroeg op 1 januari 2022 8,19 vierkante kilometer; de bevolkingsdichtheid was toen 1.086,3 inwoners per km².
De onderstaande kaart toont de ligging van Quetigny met de belangrijkste infrastructuur en aangrenzende gemeenten.

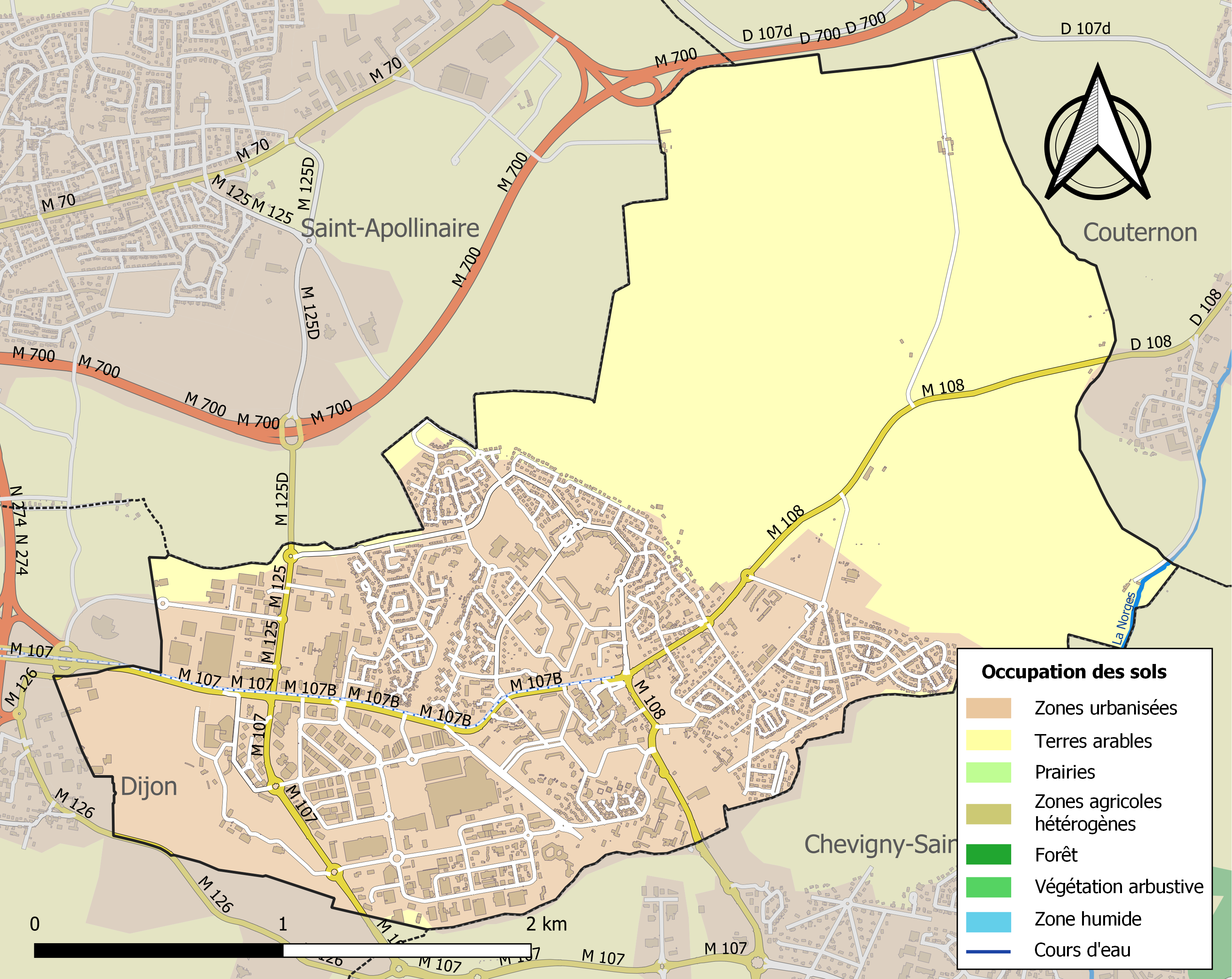

## Demografie
Onderstaande figuur toont het verloop van het inwonertal (bron: INSEE-tellingen).

## Transport
De gemeente is aangesloten op het tramnet van Dijon.